# Волшебники (мультфильм)
«Волшебники» (англ. Wizards) — американский полнометражный рисованный мультфильм в жанре постапокалиптического фэнтези, снятый режиссёром Ральфом Бакши в 1977 году. Мультфильм был номинирован на 2 награды.

## Сюжет
Действие разворачивается в постапокалиптическом мире, через 2 миллиона лет после ядерной войны. По земле бродят безумные мутанты, люди же, забыв прежние технологии, стали гномами, эльфами и феями.
Во время праздника третьего тысячелетия мира королева фей Делия рожает двух близнецов: один из них, Аватар, несёт в себе добро, а другой, Чёрный Волк — зло. Аватар вырастает добрым и весёлым ребёнком, способным к магии, развлекает свою мать и других фей весёлыми чудесами. Чёрный Волк становится мутантом и развлекается тем, что мучит слабых зверей.
После смерти Делии Чёрный Волк надеется захватить власть над Монтегаром, страной фей. Но Аватар, горюющий по матери, побеждает брата своей доброй магией. Чёрный Волк уходит, поклявшись когда-нибудь вернуться и отомстить.
Чёрный Волк становится вождем в стране Скорч (Ожог), где он пытается возродить древнюю науку под названием технология. Он вновь пытается завоевать Монтегар, но в разгар войны его воины теряют интерес к ней. Тогда злодей находит древний проектор и фрагмент ролика нацистской пропаганды. С помощью магии Чёрный Волк превратил проектор в оружие, повышая боевой дух своей армии и деморализуя эльфов.
Тем временем в Монтегаре Аватар обучает Элинору, дочь президента Монтегара, на полноценную фею, и влюбляется в неё. Неожиданно президента убивает Некрон-99, робот, посланный Чёрным Волком. Аватар сумел прочесть в мозгу Некрона информацию о возбуждающей вражду «машине грёз» его брата. Превратив Некрона в мирного робота и переименовав его в Мир, Аватар, Элинора и лазутчик Вихок отправляются в поход, целью которого является уничтожение проектора и спасение мира.

## В ролях
- Боб Холт — Аватар
- Джесси Уэллс — Элинор
- Ричард Романус — Вихок
- Дэвид Провэл — Некрон-99/Мир
- Джим Коннелл — Президент
- Стив Грейверс — Чёрный Волк
- Барбара Слоун — Фея
- Марк Хэмилл — Шон
- Анджело Крисанти — ящерица Ларри
- Химэн Вин
- Кристофер Тейбэк
- Сьюзан Тайррелл —  рассказчица (нет в титрах)